# Communauté de communes du Val d'Arly
La Communauté de communes du Val d'Arly, aussi appelée Com'Arly, est une ancienne intercommunalité française (2010-2016), située dans le département de la Savoie en région Auvergne-Rhône-Alpes.

## Géographie
La Com'Arly se situe au nord du département de la Savoie au cœur du Val d'Arly. Elle est limitrophe avec le département de la Haute-Savoie. Elle se trouve entre les massifs des Bauges, du Beaufortain et la Chaîne des Aravis. Son altitude varie entre 520 mètres à Cohennoz et 2 611 mètres sur la commune de La Giettaz.

## Histoire
La communauté de communes du Val d'Arly a été créée par arrêté préfectoral le 1er mars 2010. Elle succède au SIVOM du Val d'Arly dissout le 28 février 2010. Elle prend le nom de communauté de communes du Val d'Arly - Com'Arly par arrêté préfectoral du 28 mars 2012.
Elle a été remplacée le 1er janvier 2017 par la communauté d'agglomération Arlysère, issue de la fusion des communautés de communes de la Région d'Albertville, du Beaufortain, de la Haute-Combe-de-Savoie et de Com'Arly.

## Composition
La Communauté de communes du Val d'Arly - Com'Arly regroupe les six communes suivantes :
| Nom                       | Code Insee | Gentilé          | Superficie (km2) | Population (dernière pop. légale) | Densité (hab./km2) |
| ------------------------- | ---------- | ---------------- | ---------------- | --------------------------------- | ------------------ |
| Flumet (siège)            | 73114      | Flumerans        | 17,15            | 810 (2014)                        | 47                 |
| Cohennoz                  | 73088      | Cohennerains     | 13,78            | 156 (2014)                        | 11                 |
| Crest-Voland              | 73094      | Crest-Volantains | 9,96             | 381 (2014)                        | 38                 |
| La Giettaz                | 73123      | Giettois         | 35,20            | 420 (2014)                        | 12                 |
| Notre-Dame-de-Bellecombe  | 73186      | Bellecombais     | 21,45            | 483 (2014)                        | 23                 |
| Saint-Nicolas-la-Chapelle | 73262      | Colatains        | 23,63            | 438 (2014)                        | 19                 |

## Démographie
| 1968  | 1975  | 1982  | 1990  | 1999  | 2009  |
| ----- | ----- | ----- | ----- | ----- | ----- |
| 2 310 | 2 345 | 2 433 | 2 657 | 2 724 | 2 788 |

### Pyramide des âges
| Hommes | Classe d’âge | Femmes |
| ------ | ------------ | ------ |
| 0,3    | 90 ans ou +  | 0,7    |
| 7,1    | 75 à 89 ans  | 10,1   |
| 14,1   | 60 à 74 ans  | 16,3   |
| 21,8   | 45 à 59 ans  | 20,8   |
| 21,0   | 30 à 44 ans  | 21,8   |
| 15,3   | 15 à 29 ans  | 13,1   |
| 18,4   | 0 à 14 ans   | 17,3   |

| Hommes | Classe d’âge | Femmes |
| ------ | ------------ | ------ |
| 0,4    | 90 ans ou +  | 1,1    |
| 6,3    | 75 à 89 ans  | 9,5    |
| 13,8   | 60 à 74 ans  | 14,7   |
| 20,9   | 45 à 59 ans  | 20,4   |
| 21,2   | 30 à 44 ans  | 20,2   |
| 18,2   | 15 à 29 ans  | 16,5   |
| 19,4   | 0 à 14 ans   | 17,5   |

## Administration

### Statut
Le regroupement de communes a dès sa création pris la forme d’une communauté de communes. L’intercommunalité est enregistrée au répertoire des entreprises sous le code SIREN 200 024 487. Son activité est enregistrée sous le code APE 8411Z

### Présidents
| Période                                  | Période  | Identité          | Étiquette | Qualité           |
| ---------------------------------------- | -------- | ----------------- | --------- | ----------------- |
| 2010                                     | En cours | Christiane Detraz | SE        | Maire de Cohennoz |
| Les données manquantes sont à compléter. |          |                   |           |                   |

### Conseil communautaire
À la suite de la réforme des collectivités territoriales de 2013, les conseillers communautaires dans les communes de plus de 1000 habitants sont élus au suffrage universel direct en même temps que les conseillers municipaux. Dans les communes de moins de 1000 habitants, les conseillers communautaires seront désignés parmi le conseil municipal élu dans l'ordre du tableau des conseillers municipaux en commençant par le maire puis les adjoints et enfin les conseillers municipaux. Les règles de composition des conseils communautaires ayant changé, celui-ci comptera à partir de mars 2014 vingt conseillers communautaires qui sont répartis comme suit :
| Nombre de conseillers | Communes                                                        |
| --------------------- | --------------------------------------------------------------- |
| 4                     | Flumet et Notre-Dame-de-Bellecombe                              |
| 3                     | Cohennoz, Crest-Voland, La Giettaz et Saint-Nicolas-la-Chapelle |

### Bureau
Le conseil communautaire élit un président et des vice-présidents. Ces derniers, avec d'autres membres du conseil communautaire, constituent le bureau. Le conseil communautaire délègue une partie de ses compétences au bureau et au président. 

### Compétences
La promotion touristique des communes est prise en charge par l'Office de Tourisme Intercommunal du Val d'Arly, dont la promotion sur Internent se fait sous la marque « Val d'Arly Mont Blanc ». Elle gère ainsi les quatre stations de sports d'hiver de Crest-Voland Cohennoz, Flumet - Saint-Nicolas-la-Chapelle et Notre-Dame-de-Bellecombe reliées au grand domaine de l'Espace Diamant et La Giettaz-en-Aravis, reliée à celui des Portes du Mont-Blanc.

### Identité visuelle
| Logotype de la Communauté de communes du Val d'Arly - Com'Arly. | La Communauté de communes du Val d'Arly - Com'Arly s’est dotée d’un logotype. |